# Lista monumentelor istorice din județul Cluj - H

Simbol utilizat pentru monumentele istorice

Lista monumentelor istorice din județul Cluj - H cuprinde monumentele istorice înscrise în Patrimoniul cultural național al României și aflate în localități din județul Cluj al căror nume începe cu litera H.
Lista completă este menținută și actualizată periodic de către Ministerul Culturii, Cultelor și Patrimoniului Național din România, prin intermediul Institutului Național al Patrimoniului, ultima versiune datând din 2015. Această listă cuprinde și actualizările ulterioare, realizate prin ordin al ministrului culturii.
Puteți căuta un monument din județul Cluj folosind formularul de mai jos sau puteți naviga prin toate monumentele din județ la lista monumentelor istorice din județul Cluj.
| Cod LMI                              | Denumire                                             | Localitate                             | Localizare                                             | Datare, Creatori | Imagine               | Erori             |
| ------------------------------------ | ---------------------------------------------------- | -------------------------------------- | ------------------------------------------------------ | ---------------- | --------------------- | ----------------- |
| CJ-I-s-A-07072 (RAN: 55419.01)       | Situl arheologic de la Gherla, punct „Dealul Coasta” | localitatea Hășdate; municipiul Gherla | La poalele dealului „Coasta”                           |                  | Încarcă foto \| video | Raportează eroare |
| CJ-I-m-A-07072.01 (RAN: 55419.01.03) | Așezare fortificată                                  | localitatea Hășdate; oraș Gherla       | La poalele dealului „Coasta” 47.00934°N 23.88375°E     | Hallstatt        | Încarcă foto \| video | Raportează eroare |
| CJ-I-m-A-07072.02 (RAN: 55419.01.02) | Așezare fortificată                                  | localitatea Hășdate; oraș Gherla       | La poalele dealului „Coasta” 47.00934°N 23.88375°E     | Epoca bronzului  | Încarcă foto \| video | Raportează eroare |
| CJ-I-m-A-07072.03 (RAN: 55419.01.01) | Așezare fortificată                                  | localitatea Hășdate; oraș Gherla       | La poalele dealului „Coasta” 47.00934°N 23.88375°E     | Neolitic         | Încarcă foto \| video | Raportează eroare |
| CJ-I-m-A-06976.07 (RAN: 59087.01.01) | Turn                                                 | sat Hodișu; comuna Poieni              | „Vârful Sonului” 46.91399°N 22.88627°E                 | Epoca romană     | Încarcă foto \| video | Raportează eroare |
| CJ-I-m-A-06976.08 (RAN: 59087.02.01) | Turn                                                 | sat Hodișu; comuna Poieni              | „Vârful Râmbușorului” 46.91475°N 22.88799°E            | Epoca romană     | Încarcă foto \| video | Raportează eroare |
| CJ-I-m-A-06976.09 (RAN: 59087.03.09) | Turn                                                 | sat Hodișu; comuna Poieni              | „Dosul Marcului” 46.91291°N 22.88528°E                 | Epoca romană     | Încarcă foto \| video | Raportează eroare |
| CJ-I-s-A-07073 (RAN: 55455.01)       | Așezare fortificată                                  | oraș Huedin                            | „Prolic” sau „Cetatea de pământ” 46.88074°N 23.00352°E | Hallstatt        | Încarcă foto \| video | Raportează eroare |
| CJ-II-m-B-07677                      | Casa Bogdan                                          | oraș Huedin                            | Str. Clujului 11                                       | sec. XIX         | Încarcă foto \| video | Raportează eroare |
| CJ-II-m-B-07678 (RAN: 55455.03)      | Conacul Barcsay, azi școală                          | oraș Huedin                            | Str. Iancu Avram 41 46.85787°N 23.02593°E              | sec. XVIII       | Încarcă foto \| video | Raportează eroare |
| CJ-II-m-A-07679                      | Biserica reformată                                   | oraș Huedin                            | Piața Republicii 46.86409°N 23.02596°E                 | sec. XIII-XIV    | Alte imagini          | Raportează eroare |